# Peucetia procera
Peucetia procera là một loài nhện trong họ Oxyopidae.
Loài này thuộc chi Peucetia. Peucetia procera được Tord Tamerlan Teodor Thorell miêu tả năm 1887.